# 华南单极虫
华南单极虫（学名：Thelohanellus huananensis）为单极科单极虫属的动物。在中国，分布于广东、湖北等，营寄生生活，寄生在斑鳢的体表以及乌鳢的前肠。